# Herb obwodu archangielskiego

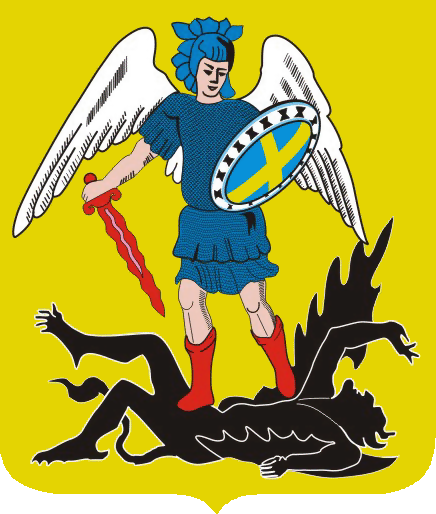
Wersja bez elementów uszlachetniających

Herb obwodu archangielskiego (ros. Герб Архангельской области) – jeden z symboli obwodu archangielskiego będącego jednostką administracyjną Federacji Rosyjskiej.

## Blazonowanie
W polu złotym Święty Archanioł Michał w zbroi błękitnej z mieczem czerwonym, płonącym i tarczą błękitną w krzyż złoty, depczący leżącego diabła czarnego. Tarcza zwieńczona koroną cesarską i otoczona liśćmi dębowymi, złotymi przewiązanymi wstęgą Świętego Andrzeja.

## Historia
Historyczny herb zaczęto używać już na początku lat 90. XX wieku. Oficjalny opis herbu obwodu został zatwierdzony dopiero przez Archangielskie Obwodowe Zebranie Delegatów ustawę o herbie obwodu archangielskiego z dnia 4 czerwca 2003 roku. W opisie tym z historycznego herbu usunięto postać diabła. Ustawa została zawetowana przez gubernatora Anatolija Efremowa, który zasugerował przywrócenie historycznego wyglądu herbu, w którym archanioł pokonuje diabła . 15 lipca 2003 roku Archangielskie Obwodowe Zebranie Delegatów ponownie przyjęło ustawę o herbie obwodu archangielskiego tym razem uwzględniając postać upadłego anioła, jednocześnie zobowiązując administrację obwodu do przeprowadzenie konkursu na wykonanie wersji graficznej. Konkurs ten został ogłoszony 11 sierpnia 2003, a w październiku dokonano rejestracji herbu do Państwowego Rejestru Heraldycznego Federacji Rosyjskiej pod nr 1215  .
W 2012 roku dopuszczono stosowanie również wersji bez elementów uszlachetniających: korony, liści dębu i wstęgi św. Andrzeja .

## Opis
Herb stanowi złota tarcza czworokątna o zaokrąglonych dolnych rogach i zaostrzonej podstawie (tarcza francuska nowoczesna), na której widnieje wizerunek Świętego Archanioła Michała ubranego w niebieską (błękitną) zbroję i czerwone buty i trzymającego czerwony, skierowany w dół płonący miecz i niebieską tarczę ozdobioną złotym krzyżem i niebieskim obramieniem. Archanioł depcze czarnego anioła ciemności z głową odwróconą w lewą (heraldycznie) stronę.
Tarcza zwieńczona jest koroną cesarską. Herb otoczony jest dwoma złotymi liśćmi dębu połączonymi błękitną wstęgą świętego Andrzeja. Elementy te stanowią uszlachetnienie herbu.
Ustawa wprowadziła również interpretację poszczególnych elementów herbu:
- Archanioł Michał – dowódca wojsk niebiańskich i patron obwodu archangielskiego[3];
- anioł ciemności – winowajca grzechu, uwodzenia i wrogości[3];
- kolor złoty – świętość, obfitość, moc i hojność[3];
- kolor czerwony – moc i odwagę[3];
- kolor niebieski – piękno, delikatność i wielkość[3];
- korona cesarska – wysokiej godności, władzy i historycznego statusu terytorium obecnego obwodu[4];
- liście dębu – wojskowego męstwa[4];
- wstęga św. Andrzeja – najwyższej godności Federacji Rosyjskiej[4].

## Galeria

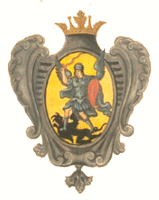
Herb archangielskiego pułku z 1730 roku
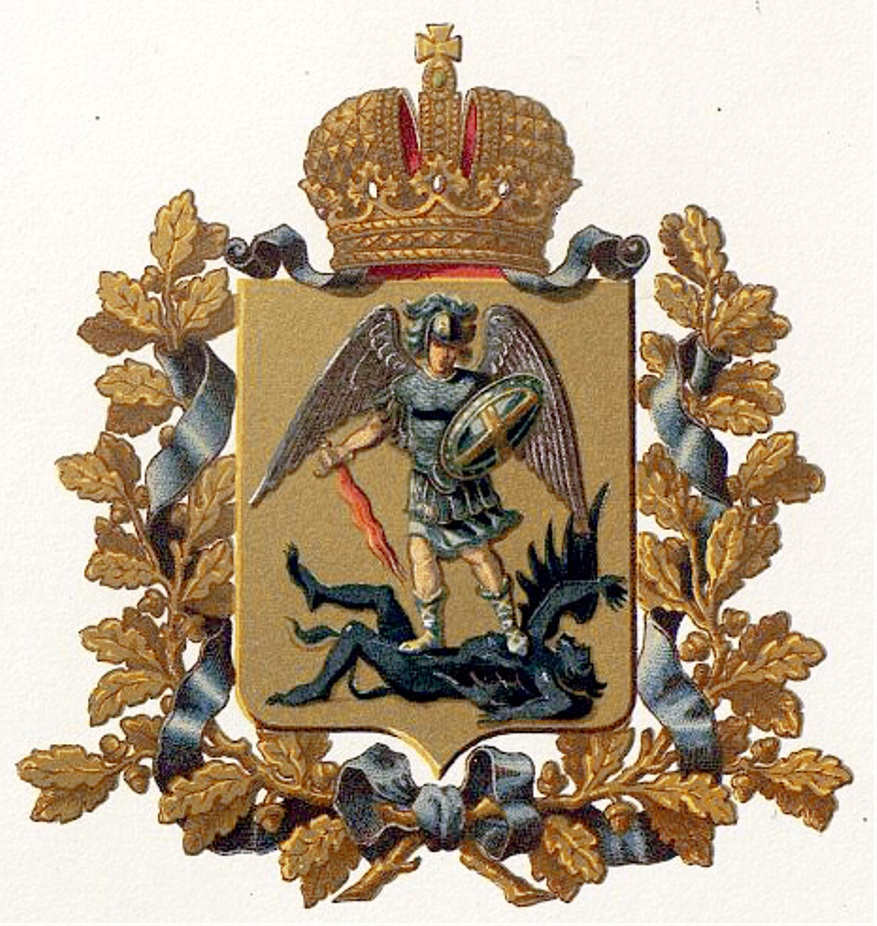
Herb guberni archangielskiej z 1878 roku
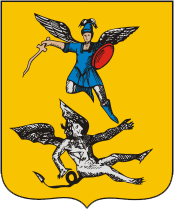
Herb Archangielska z 1780
Współczesny herb Archangielska
Współczesny herb obwodu archangielskiego